# Vadenrod
Vadenrod ist ein Ortsteil der Gemeinde Schwalmtal im mittelhessischen Vogelsbergkreis.
Vadenrod liegt am Vogelsberg im Naturpark Vulkanregion Vogelsberg an der Schwalm. Im Ort treffen sich die Landesstraßen 3162 und 3165.

## Ortsgeschichte

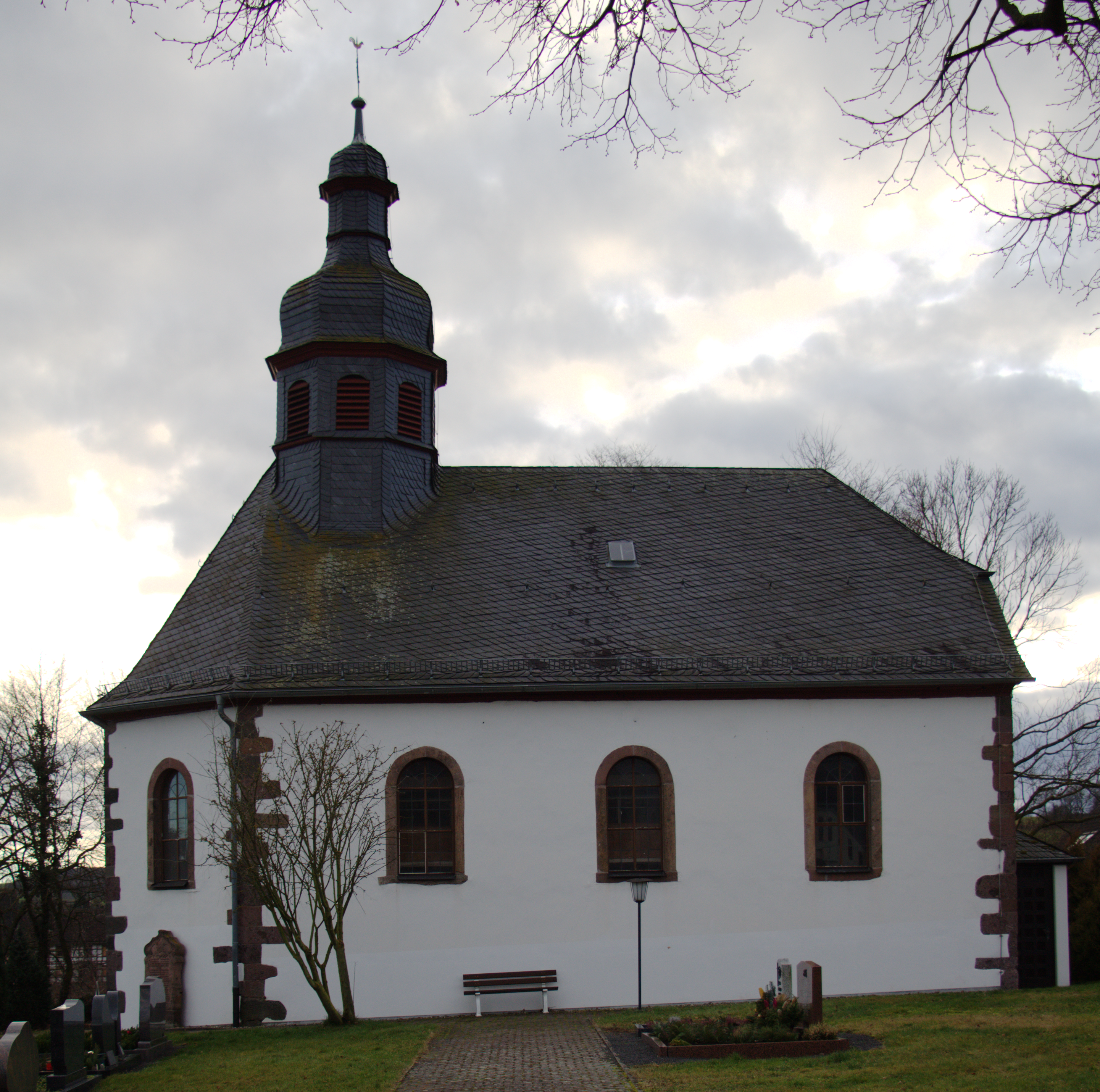
Evangelische Kirche in Vadenrod

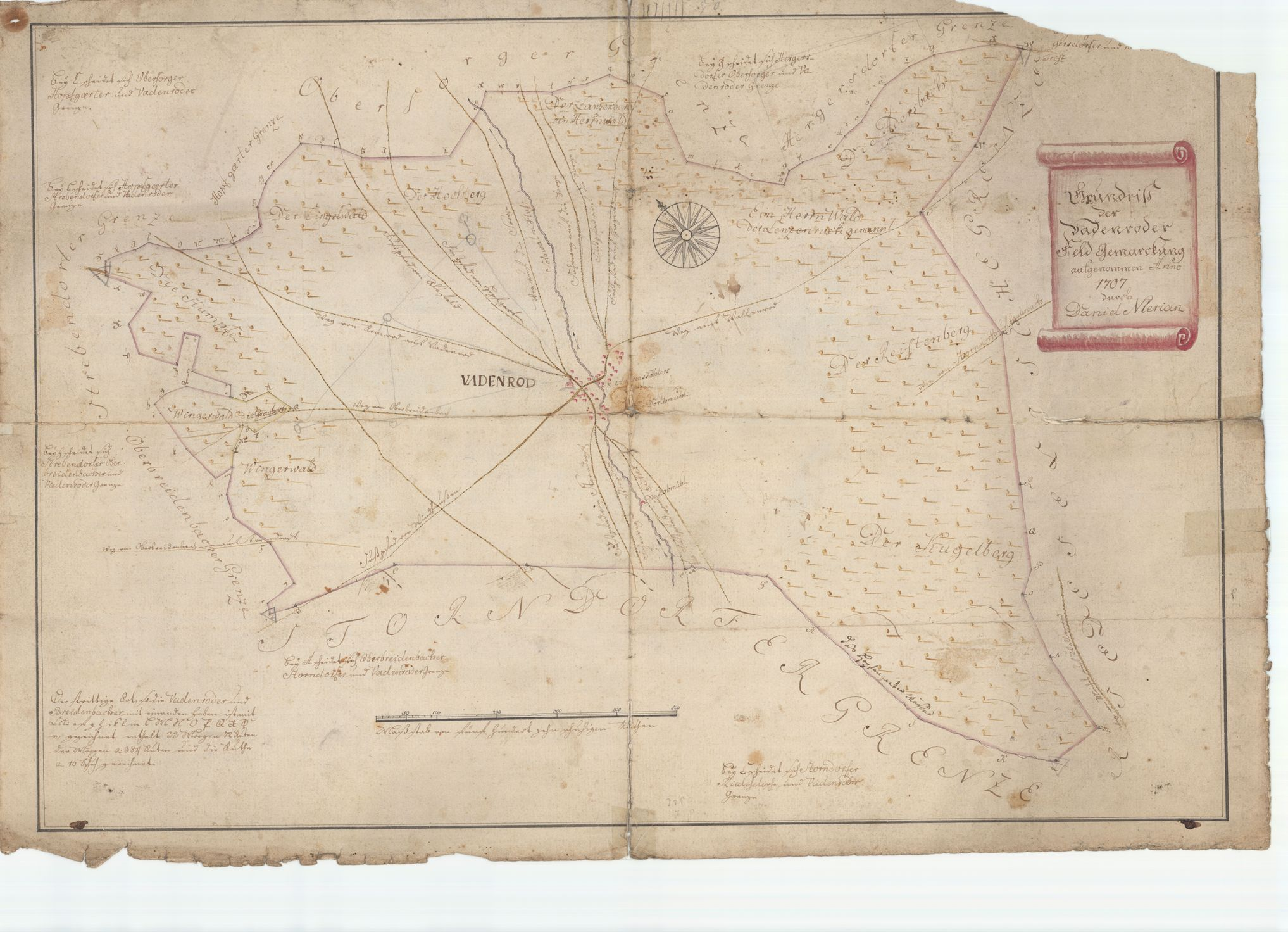
Feldgemarkung Vadenrod 1707

### Mittelalter
Der auf -rod endende Ortsname lässt vielleicht auf eine Gründung zwischen 800 und 1000 n. Chr. schließen.
Im Jahr 1251 wird in einer Urkunde der Ritter „Lodewicus miles dictus de Vaderenrode“ (Ritter Ludwig, genannt von Vadenorde,) erwähnt. Dies ist zugleich die Ersterwähnung des Ortsnamens. Der ortsansässige Adlige Ludwig übertrug dem Kloster Wirberg Güter in Eppelinrod, einer späteren Wüstung bei Villingen. Am 30. November 1336 wird ein Gut zu „Vadirnrode“ genannt. Es bekannten der Adlige Gerlach von Storndorf und seine Frau Alheyt, dass sie von Friedrich von Herzberg Güter in Nieder-Breidenbach, Storndorf und Vadenrod als Erbburglehen empfangen sollten. „... an deme gude zu Vadirnrode“.
Die Ortsnamenforschung erklärt den Ortsnamen als „Siedlung des Vaterbruders“. Dies wird abgeleitet von dem Althochdeutschen „fatero“, bzw. Mittelhochdeutschen „veter“.

### Neuzeit
In einer Akte aus dem Jahre 1707 wird der Ort „Vadddenroth“ geschrieben.
1720 wurde an der Stelle des Vorgängerbaus die heutige Kirche errichtet.
Die Statistisch-topographisch-historische Beschreibung des Großherzogthums Hessen berichtet 1830 über Vadenrod:

„Vadenrod (L. Bez. Alsfeld) evangel. Filialdorf; liegt im Vogelsberg an der Schwalm, 2 1⁄4 St. von Alsfeld, hat 81 Häuser und 536 Einwohner, die alle evangelisch sind, und die größtentheils zum Bauernstand gehören.“

Im Vorfeld der Gebietsreform in Hessen wurde die Gemeinde Schwalmtal am 31. Dezember 1971 durch den Zusammenschluss der bisher eigenständigen Gemeinden Brauerschwend, Hergersdorf, Hopfgarten, Ober-Sorg, Rainrod, Renzendorf, Storndorf, Unter-Sorg und Vadenrod neu gebildet.

### Verwaltungsgeschichte im Überblick
Die folgende Liste zeigt die Staaten und Verwaltungseinheiten, denen Vadenrod angehört(e):
- vor 1567: Heiliges Römisches Reich, Landgrafschaft Hessen, Amt Romrod
- ab 1567: Heiliges Römisches Reich, Landgrafschaft Hessen-Marburg, Amt Romrod[12]
- 1604–1648: Heiliges Römisches Reich, strittig zwischen Landgrafschaft Hessen-Darmstadt und Landgrafschaft Hessen-Kassel (Hessenkrieg)
- ab 1604: Heiliges Römisches Reich, Landgrafschaft Hessen-Darmstadt, Oberfürstentum Hessen, Oberamt Alsfeld, Amt Romrod
- ab 1806: Großherzogtum Hessen,[Anm. 2] Fürstentum Oberhessen, Oberamt Alsfeld, Amt und Gericht Romrod[13][14]
- ab 1815: Großherzogtum Hessen, Provinz Oberhessen, Amt und Gericht Romrod[15]
- ab 1821: Großherzogtum Hessen, Provinz Oberhessen, Landratsbezirk Romrod[16][Anm. 3]
- ab 1829: Großherzogtum Hessen, Provinz Oberhessen, Landratsbezirk Alsfeld
- ab 1832: Großherzogtum Hessen, Provinz Oberhessen, Kreis Alsfeld
- ab 1848: Großherzogtum Hessen, Regierungsbezirk Alsfeld
- ab 1852: Großherzogtum Hessen, Provinz Oberhessen, Kreis Alsfeld
- ab 1867: Norddeutscher Bund, Großherzogtum Hessen, Provinz Oberhessen, Kreis Alsfeld
- ab 1871: Deutsches Reich, Großherzogtum Hessen, Provinz Oberhessen, Kreis Alsfeld
- ab 1918: Deutsches Reich, Volksstaat Hessen, Provinz Oberhessen, Kreis Alsfeld
- ab 1938: Deutsches Reich, Volksstaat Hessen, Landkreis Alsfeld
- ab 1945: Deutsches Reich, Amerikanische Besatzungszone, Groß-Hessen, Regierungsbezirk Darmstadt, Landkreis Alsfeld
- ab 1946: Deutsches Reich, Amerikanische Besatzungszone, Hessen, Regierungsbezirk Darmstadt, Landkreis Alsfeld
- ab 1949: Bundesrepublik Deutschland, Hessen, Regierungsbezirk Darmstadt, Landkreis Alsfeld
- ab 1972: Bundesrepublik Deutschland, Land Hessen, Regierungsbezirk Darmstadt, Vogelsbergkreis, Gemeinde Schwalmtal
- ab 1981: Bundesrepublik Deutschland, Land Hessen, Regierungsbezirk Gießen, Vogelsbergkreis, Gemeinde Schwalmtal

### Gerichtszugehörigkeit seit 1803
In der Landgrafschaft Hessen-Darmstadt wurde mit Ausführungsverordnung vom 9. Dezember 1803 das Gerichtswesen neu organisiert. Für die Provinz Oberhessen wurde das Hofgericht Gießen als Gericht der zweiten Instanz eingerichtet. Die Rechtsprechung der ersten Instanz wurde durch die Ämter bzw. Standesherren vorgenommen und somit für Vadenrod durch das Amt Romrod. Das Hofgericht war für normale bürgerliche Streitsachen Gericht der zweiten Instanz, für standesherrliche Familienrechtssachen und Kriminalfälle die erste Instanz. Übergeordnet war das Oberappellationsgericht Darmstadt.
Mit der Gründung des Großherzogtums Hessen 1806 wurde diese Funktion beibehalten, während die Aufgaben der ersten Instanz 1821 im Rahmen der Trennung von Rechtsprechung und Verwaltung auf die neu geschaffenen Landgerichte übergingen. „Landgericht Alsfeld“ war daher von 1821 bis 1879 die Bezeichnung für das erstinstanzliche Gericht in Alsfeld, das heutige Amtsgericht, das für Vadenrod zuständig war.
Anlässlich der Einführung des Gerichtsverfassungsgesetzes mit Wirkung vom 1. Oktober 1879, infolge derer die bisherigen großherzoglich hessischen Landgerichte durch Amtsgerichte an gleicher Stelle ersetzt wurden, während die neu geschaffenen Landgerichte nun als Obergerichte fungierten, kam es zur Umbenennung in Amtsgericht Alsfeld und Zuteilung zum Bezirk des Landgerichts Gießen. In der Bundesrepublik Deutschland sind die übergeordneten Instanzen das Landgericht Gießen, das Oberlandesgericht Frankfurt am Main sowie der Bundesgerichtshof als letzte Instanz.

### Einwohnerentwicklung
| • 1791: | 377 Einwohner            |
| • 1800: | 352 Einwohner            |
| • 1806: | 385 Einwohner, 74 Häuser |
| • 1829: | 536 Einwohner, 81 Häuser |
| • 1867: | 449 Einwohner, 87 Häuser |

| Vadenrod: Einwohnerzahlen von 1791 bis 2015 | Vadenrod: Einwohnerzahlen von 1791 bis 2015 | Vadenrod: Einwohnerzahlen von 1791 bis 2015 | Vadenrod: Einwohnerzahlen von 1791 bis 2015 | Vadenrod: Einwohnerzahlen von 1791 bis 2015 |
| --- | ------------------------------------------- | ------------------------------------------- | ------------------------------------------- | ------------------------------------------- |
| Jahr |                                             |                                             |                                             | Einwohner                                   |
| 1791 | 1791                                        |                                             | 377                                         | 377                                         |
| 1800 | 1800                                        |                                             | 352                                         | 352                                         |
| 1806 | 1806                                        |                                             | 385                                         | 385                                         |
| 1829 | 1829                                        |                                             | 536                                         | 536                                         |
| 1834 | 1834                                        |                                             | 487                                         | 487                                         |
| 1840 | 1840                                        |                                             | 483                                         | 483                                         |
| 1846 | 1846                                        |                                             | 523                                         | 523                                         |
| 1852 | 1852                                        |                                             | 486                                         | 486                                         |
| 1858 | 1858                                        |                                             | 411                                         | 411                                         |
| 1864 | 1864                                        |                                             | 435                                         | 435                                         |
| 1871 | 1871                                        |                                             | 434                                         | 434                                         |
| 1875 | 1875                                        |                                             | 439                                         | 439                                         |
| 1885 | 1885                                        |                                             | 460                                         | 460                                         |
| 1895 | 1895                                        |                                             | 415                                         | 415                                         |
| 1905 | 1905                                        |                                             | 422                                         | 422                                         |
| 1910 | 1910                                        |                                             | 432                                         | 432                                         |
| 1925 | 1925                                        |                                             | 410                                         | 410                                         |
| 1939 | 1939                                        |                                             | 385                                         | 385                                         |
| 1946 | 1946                                        |                                             | 630                                         | 630                                         |
| 1950 | 1950                                        |                                             | 596                                         | 596                                         |
| 1956 | 1956                                        |                                             | 450                                         | 450                                         |
| 1961 | 1961                                        |                                             | 402                                         | 402                                         |
| 1967 | 1967                                        |                                             | 389                                         | 389                                         |
| 1970 | 1970                                        |                                             | 396                                         | 396                                         |
| 1980 | 1980                                        |                                             | ?                                           | ?                                           |
| 1990 | 1990                                        |                                             | ?                                           | ?                                           |
| 2000 | 2000                                        |                                             | ?                                           | ?                                           |
| 2005 | 2005                                        |                                             | 378                                         | 378                                         |
| 2010 | 2010                                        |                                             | 363                                         | 363                                         |
| 2011 | 2011                                        |                                             | 357                                         | 357                                         |
| 2015 | 2015                                        |                                             | 350                                         | 350                                         |
| Datenquelle: Historisches Gemeindeverzeichnis für Hessen: Die Bevölkerung der Gemeinden 1834 bis 1967. Wiesbaden: Hessisches Statistisches Landesamt, 1968. Weitere Quellen: ; Gemeinde Schwalmtal (aus Webarchiv):; Zensus 2011 |                                             |                                             |                                             |                                             |

### Historische Religionszugehörigkeit
| • 1829: | 536 evangelische (= 100 %) Einwohner                              |
| • 1961: | 361 evangelische (= 89,80 %), 39 katholische (= 9,70 %) Einwohner |

## Wappen und Flagge
Wappen

Blasonierung: „In Schwarz vor einem silber-blauen Wellenband eine goldene Eiche.“
Das Wappen wurde der Gemeinde Vadenrod im damaligen Landkreis Alsfeld am 18. Oktober 1963 durch den Hessischen Innenminister genehmigt. Gestaltet wurde es durch den Bad Nauheimer Heraldiker Heinz Ritt.
Die Eiche symbolisiert die bei Vadenrod stehende Bonifatiuseiche. Das Wellenbad zeigt die Lage des Ortes an der Schwalm.
 Flagge 
Die Flagge wurde der Gemeinde am 15. September 1965 genehmigt und wird wie folgt beschrieben:
„Im oberen Teil des schwarzen, von zwei gelben Streifen durchzogenen Flaggentuches über dessen ganze Breite aufgelegt eine weiße Raute mit dem  Gemeindewappen.“

## Söhne und Töchter des Ortes
- Otto Konrad Geiss (1903–1962), hessischer Landtagsabgeordneter (NSDAP)
- Karl Wahl (1896–1962), hessischer Landtagsabgeordneter (NSDAP)